# Brachiosphaera
Brachiosphaera är ett släkte av svampar. Brachiosphaera ingår i familjen Aliquandostipitaceae, ordningen Jahnulales, klassen Dothideomycetes, divisionen sporsäcksvampar och riket svampar.
|                | Patescospora                                                                             |
|                |                                                                                          |
|                | Xylomyces                                                                                |
|                |                                                                                          |
| Brachiosphaera | \| \| Brachiosphaera jamaicensis \| \| \| \| \| \| Brachiosphaera tropicalis \| \| \| \| |
|                | \| \| Brachiosphaera jamaicensis \| \| \| \| \| \| Brachiosphaera tropicalis \| \| \| \| |
|                | Aliquandostipite                                                                         |
|                |                                                                                          |
|                | Jahnula                                                                                  |
|                |                                                                                          |
|                | Manglicola                                                                               |
|                |                                                                                          |
|                | Ascagilis                                                                                |
|                |                                                                                          |
|                | Megalohypha                                                                              |
|                |                                                                                          |
|                | Brachiosphaera jamaicensis                                                               |
|                |                                                                                          |
|                | Brachiosphaera tropicalis                                                                |
|                |                                                                                          |

|  | Brachiosphaera jamaicensis |
|  |                            |
|  | Brachiosphaera tropicalis  |
|  |                            |